# Typ 90 SSM
Die Typ 90 Ship-to-Ship Missile (japanisch 90式艦対艦誘導弾 ‚Schiff-Schiff-Lenkflugkörper Typ 90‘, auch SSM-1B) ist ein Seezielflugkörper der japanischen Maritimen Selbstverteidigungsstreitkräfte. Die seit 1990 eingesetzte Waffe ersetzte bzw. ergänzte die US-amerikanische RGM-84 Harpoon in der Bewaffnung der japanischen Seestreitkräfte.

## Beschreibung
Die vom Technical Research and Development Institute (japanisch 技術研究本部 Gijutsu Kenkyū Honbu) des japanischen Verteidigungsministeriums entwickelte und von Mitsubishi Heavy Industries produzierte Typ 90 SSM ist eine Weiterentwicklung des landgestützten Seezielflugkörpers Typ 88 SSM (SSM-1), welcher wiederum aus der luftgestützten Typ 80 ASM (ASM-1) abgeleitet wurde.
Die in ihren Leistungen der amerikanischen RGM-84D Harpoon ähnliche Typ 90 ist in einem zylindrischen Behälter wettergeschützt auf Deck der transportieren Einheit untergebracht. Wobei bis zu vier Seezielflugkörper eine Werfereinheit bilden können. Beim Start wird der Flugkörper mittels eines Boosters aus seinem Transportbehälter geschossen, während die Marschgeschwindigkeit durch ein Turbojet-Triebwerk aufrechterhalten wird. Der Flug zum Ziel erfolgt mit Hilfe von Trägheitsnavigation. Eine Aktualisierung der Ziel-Daten während des Marschfluges durch die Startplattform ist nicht möglich, es können aber vorprogrammierte Manöver geflogen werden und der Endanflug erfolgt mit aktiver Radarzielsuche in 5 bis 6 Metern Höhe über der Wasseroberfläche. Die Reichweite der Waffe beträgt mindestens 150 Kilometer und sie verfügt über einen 260 kg schweren Sprengkopf.
Durch die japanischen Maritimen Selbstverteidigungsstreitkräfte wurden mindestens 384 Flugkörper beschafft. Ein Verkauf ins Ausland erfolgte, bedingt durch die restriktive japanische Rüstungsexportpolitik, nicht. Seit 2017 wird die Typ 90 durch die Typ 17 SSM ersetzt bzw. ergänzt.

## Plattformen
- Atago-Klasse (Lenkwaffenzerstörer)
- Asahi-Klasse (U-Jagdzerstörer)
- Akizuki-Klasse (U-Jagdzerstörer)
- Takanami-Klasse (U-Jagdzerstörer)
- Murasame-Klasse (U-Jagdzerstörer)
- Hayabusa-Klasse (Flugkörperschnellboot)
- PG-1-Klasse (Flugkörperschnellboot)